# Municipio de Lark
El municipio de Lark (en inglés: Lark Township) es un municipio ubicado en el condado de Grant en el estado estadounidense de Dakota del Norte. En el año 2010 tenía una población de 46 habitantes y una densidad poblacional de 0,49 personas por km².

## Geografía
El municipio de Lark se encuentra ubicado en las coordenadas 46°24′54″N 101°21′42″O / 46.41500, -101.36167. Según la Oficina del Censo de los Estados Unidos, el municipio tiene una superficie total de 93.23 km², de la cual 93,23 km² corresponden a tierra firme y (0 %) 0 km² es agua.

## Demografía
Según el censo de 2010, había 46 personas residiendo en el municipio de Lark. La densidad de población era de 0,49 hab./km². De los 46 habitantes, el municipio de Lark estaba compuesto por el 97,83 % blancos, el 2,17 % eran amerindios. Del total de la población el 0 % eran hispanos o latinos de cualquier raza.